# Svojšice (powiat Przybram)
Svojšice – miejscowość i gmina (obec) w Czechach, w kraju środkowoczeskim, w powiecie Przybram. W 2022 roku liczyła 109 mieszkańców.